# Gnathophis castlei
Gnathophis castlei är en fiskart som beskrevs av Emma S. Karmovskaya och Paxton 2000. Gnathophis castlei ingår i släktet Gnathophis och familjen havsålar. Inga underarter finns listade i Catalogue of Life.